# Булгаков, Генрих Жанович
Генрих Жанович Булгаков (19 января 1929 — 12 марта 2010) — советский фехтовальщик.

## Биография
Выступал за Вооруженные Силы. Мастер спорта СССР, заслуженный тренер СССР, судья международной категории.
В 1950 году стал бронзовым призером чемпионата СССР.
Участвовал в летних Олимпийских играх 1952 года (в командном первенстве по фехтованию на шпагах выбыл в 1-м круге).
После окончания спортивной карьеры перешел на тренерскую работу. Среди его учеников олимпийский чемпион М. Ракита, чемпионы мира Д. Люлин и В. Модзолевский.